# Jackie Smith
Jackie Larue Smith (Columbia, Misisipi, 23 de febrero de 1940), más conocido como Jackie Smith, es un exjugador profesional estadounidense de fútbol americano que se desempeñó en la posición de tight end en la National Football League (NFL). Es miembro del Salón de la Fama del Fútbol Americano Profesional.

## Carrera
Smith jugó como profesional quince temporadas en St. Louis Cardinals (1963-1977), después pasó a Dallas Cowboys, donde jugó una temporada (1978), y fue el equipo en el que se retiró.

## Reconocimiento
El 30 de julio de 1994, ingresó como miembro al Salón de la Fama del Fútbol Americano Profesional.